# Langile Abertzaleen Batzordeak
Langile Abertzaleen Batzordeak (LAB) (en euskera: «Comisiones de Obreros Abertzales») es un sindicato nacionalista vasco, independentista, adscrito a la izquierda abertzale. Creado en el otoño de 1974, mantiene su presencia fundamentalmente en País Vasco y Navarra (España); a partir de su V congreso (San Sebastián, 2000) extendió su actividad sindical al País Vasco francés. A nivel internacional, LAB forma parte de la Federación Sindical Mundial.
A finales de 2023 contaba con 49.476 afiliados cotizantes y mantiene un 19,60% de representatividad en el conjunto de los territorios en los que actúa. Dirigido durante doce años (1996-2008) por Rafael Díez Usabiaga y posteriormente por Ainhoa Etxaide, desde 2017 su secretaria general es Garbiñe Aranburu.

## Historia
LAB fue fundado como una organización de masas y movimiento asambleario en 1974 para la «liberación de la clase obrera vasca», tanto desde un punto de vista nacional como social, recogiendo en ese momento una tradición obrerista y abertzale que había estado presente en las primeras Comisiones Obreras representativas, así como en la organización Comisiones Obreras Abertzales (COA). Entre sus fundadores más conocidos figuran el líder abertzale Jon Idigoras, que participó en sus primeras asambleas y formó parte de la dirección, así como Joselu Cereceda, Martín Auzmendi o Xabier Elorriaga. En 1977, por decisión de su Asamblea Nacional, LAB pasa de ser un movimiento asambleario a sindicato, procediéndose a su inscripción y legalización en los registros correspondientes.
El 9 de abril de 1995 LAB y ELA comienzan a colaborar, emitiendo ambos un comunicado conjunto reivindicando un «marco vasco de relaciones laborales» y en el que pedían la autodeterminación y la negociación con la banda terrorista ETA como única solución para la pacificación del País Vasco.
En los primeros años del siglo XXI, LAB estrechó notablemente sus relaciones con otros sindicatos de ámbito vasco. De este modo, LAB participa junto a ELA, STEE-EILAS, ESK, EHNE e Hiru en una dinámica sindical de acción común (denominada frecuentemente como «mayoría sindical vasca»), plasmada en varios documentos, movilizaciones conjuntas, así como en huelgas generales. En el segundo decenio de ese siglo, las relaciones entre ELA y LAB se enfriaron, rompiendo la «mayoría sindical vasca» y coincidiendo puntualmente en movilizaciones conjuntas, aunque en dinámica de trabajo sindical diferenciada, LAB coincidió en la negociación de convenios colectivos provinciales y sectoriales con CC.OO. de Euskadi y UGT.
Tras la ilegalización de Segi en 2002 y de Batasuna en 2003, el sindicato LAB fue durante muchos años la única organización importante del Movimiento de Liberación Nacional Vasco que permanecía en la legalidad. Finalmente, esto se rompió el 20 de junio de 2012, cuando la formación política Sortu fue legalizada por el Tribunal Constitucional, al considerar que la sentencia del Supremo que la ilegalizaba vulneró «el derecho de asociación» de los miembros de Sortu en su vertiente de «libertad de creación de partidos políticos» recogida en el artículo 22 de la Constitución.

## Representación
En las elecciones sindicales de 1994 LAB se situó como cuarta fuerza sindical en el País Vasco, alcanzando la tercera posición a partir de 1999 y aumentando su representación desde el 15,3% de 1995 hasta el 16,75% de 2006.
En 2002 tomó parte por primera vez en las elecciones sindicales del País Vasco francés, obteniendo el 9% de la representación y colocándose así como tercera fuerza de la región. 
En 2006 LAB contaba ya con más de 45.000 afiliados en Euskal Herria.
En el VII Congreso Nacional de LAB, celebrado en el BEC, Rafael Diez Usabiaga (hasta entonces secretario general del sindicato) dejó su cargo tras largos años en la dirección del sindicato y fue elegida por unanimidad secretaria general Ainhoa Etxaide Amorrortu. Fue ratificada en el VIII Congreso Nacional celebrado en 2012 en Barañáin. 
El 4 de diciembre de 2014 LAB se presentaba por primera vez en su historia a las elecciones sindicales del sector público del País Vasco francés, obteniendo cerca del 30% de los votos y representación en instituciones tan importantes como los ayuntamientos de Kanbo, Uztaritze, Bayona o Hendaya.
El 17 de diciembre de 2014 LAB ganaba por primera vez las elecciones en la Diputación Foral de Vizcaya. Vencía también en la Diputación Foral de Guipúzcoa y se posicionaba como segunda fuerza en la Diputación Foral de Álava.
En enero de 2015 LAB lograba, también por primera vez, ganar las elecciones en el Gobierno Vasco. En mayo se le sumaba a esta la victoria también en el Gobierno de Navarra por segunda vez consecutiva.
Con 49.476 afiliados a finales de 2023, LAB es el primer sindicato en los servicios públicos del País Vasco y la Comunidad Foral de Navarra, y se posiciona como primera fuerza en organismos tan referentes como Euskal Telebista, Ikastolas o Mondragon Unibertsitatea.
A finales de 2023 contaba con una representación sindical del 20,21% (3.690 delegados) en el País Vasco y del 17,96% (1.223 delegados) en Navarra, habiendo incrementado sus resultados respecto al proceso anterior.